# Hans Stosch-Sarrasani senior

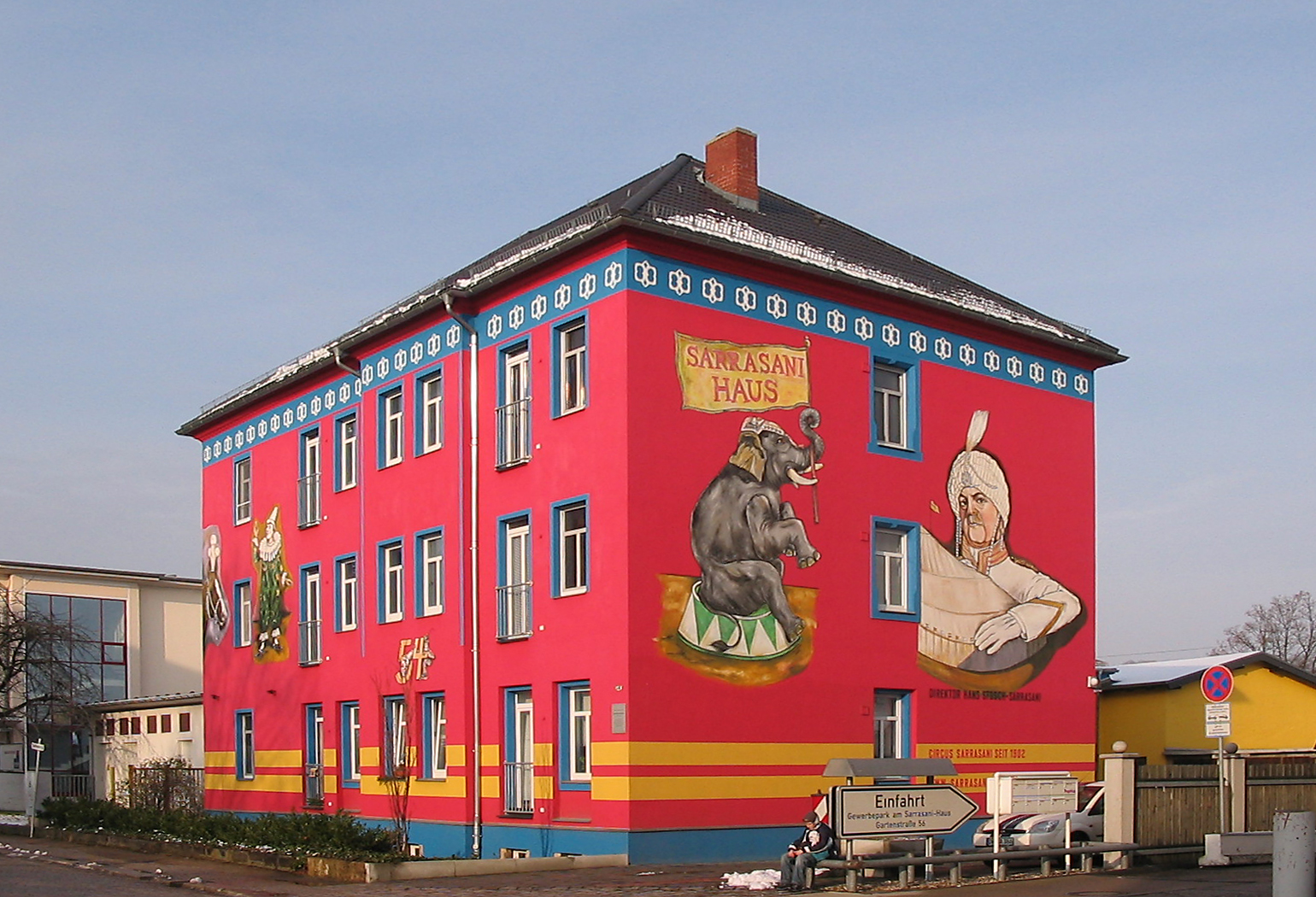
Sarrasanihaus mit einem Bild von Hans Stosch-Sarrasani sen., links im Hintergrund die ehemalige Zentrale von Myraplast

Hans Stosch-Sarrasani sen., geboren als Hans Erdmann Franz Stosch (* 2. April 1873 in Lomnitz, Kreis Meseritz, Provinz Posen; † 21. September 1934 in São Paulo) war ein deutscher Dressurclown, Gründer und Inhaber des Zirkus Sarrasani.

## Leben und Wirken
Hans Stosch-Sarrasani sen. wurde in Lomnitz/Posen als Sohn des Chemikers und Glashüttenbesitzers Albert Friedrich Stosch geboren. 1888 schloss er sich der bayrischen Wanderschau Kolzer an, wo er sich vom Stallburschen zum bekannten Dressur-Clown hocharbeitete, als welcher er sich ab 1892 den Künstlernamen „Giovanni Sarrasani“ gab.
Am 20. März 1901 mietete er eine Wohnung im sächsischen Radebeul, Gartenstraße 30. In derselben Straße unter der  Nummer 54, heute Sarrasanihaus genannt, baute er im Winter 1902 ein eigenes Zirkusunternehmen auf, welches am 30. März 1902 in Meißen seine Premiere als „Circus Sarrasani“ erlebte. 

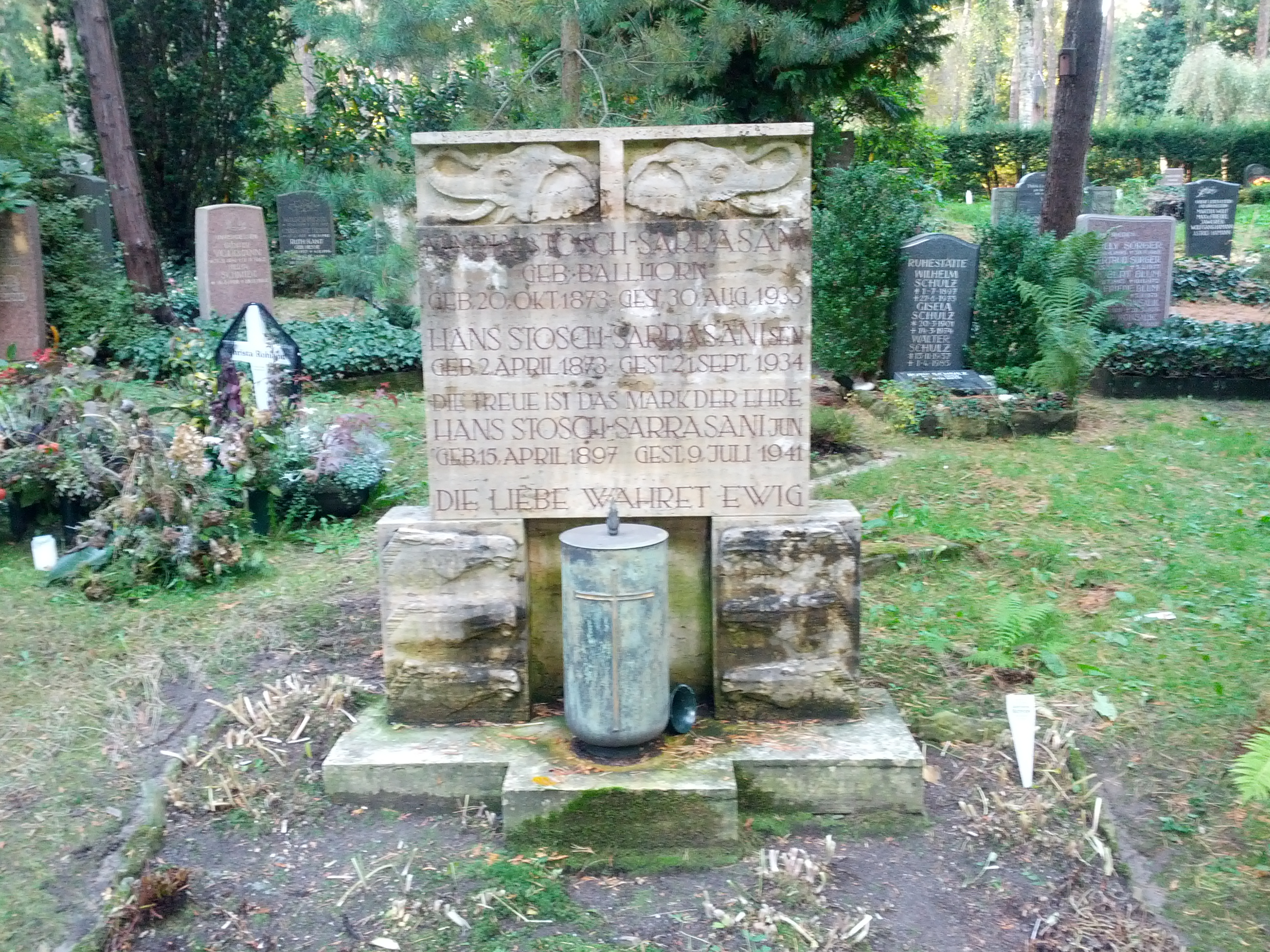
Grabdenkmal der Familie Stosch-Sarrasani auf dem Urnenhain Tolkewitz

Ab 1904 ergänzte Hans Stosch den bisherigen Familiennamen um den Künstlernamen und nannte sich fortan Hans Stosch-Sarrasani, mit dem Zusatz sen. zur Unterscheidung von seinem 1897 geborenen Sohn Hans Stosch-Sarrasani jun.
Es folgten weltweite Gastauftritte. In Dresden errichtete Sarrasani 1912 den ersten festen Zirkusbau in Europa. 1926/27 gab es zwei Riesenzelte für je 10.000 Zuschauer, 800 Mitarbeiter, 250 Pferde, 100 Raubtiere, 22 Elefanten und 175 Fahrzeuge. 1934 starb Hans Stosch-Sarrasani sen. in São Paulo. Seine Urne wurde auf dem Urnenhain Tolkewitz beigesetzt.
Sein Sohn Hans Stosch-Sarrasani junior setzte die Familientradition fort.
Anlässlich des 60. Geburtstags von Hans Stosch-Sarrasani sen. gab die Radebeuler Stadtverwaltung 1933 der Gartenstraße Sarrasanis Namen; 1945 machte die Stadtverwaltung das wieder rückgängig. Ein Beschluss, ihn zum Ehrenbürger der Stadt zu ernennen, konnte aufgrund des unerwartet eintretenden Todes von Sarrasani in São Paulo nicht mehr realisiert werden. 1999 erinnerte sich Radebeul mit einer neu benannten Stosch-Sarrasani-Straße doch wieder der Zirkusdynastie.